# Personnalités préférées des Français
Personnalités préférées des Français är en lista över Frankrikes mest omtyckta personer som publiceras två gånger i året i tidningen Le Journal du dimanche. Rankingen startade i februari 1988 och baseras på en enkät av opinionsundersökningsinstitutet Ifop (Institut français d'opinion publique).
Listan omtalas ofta i media och kritiseras ibland för metodfel.

## Sista rankingen (januari 2015)

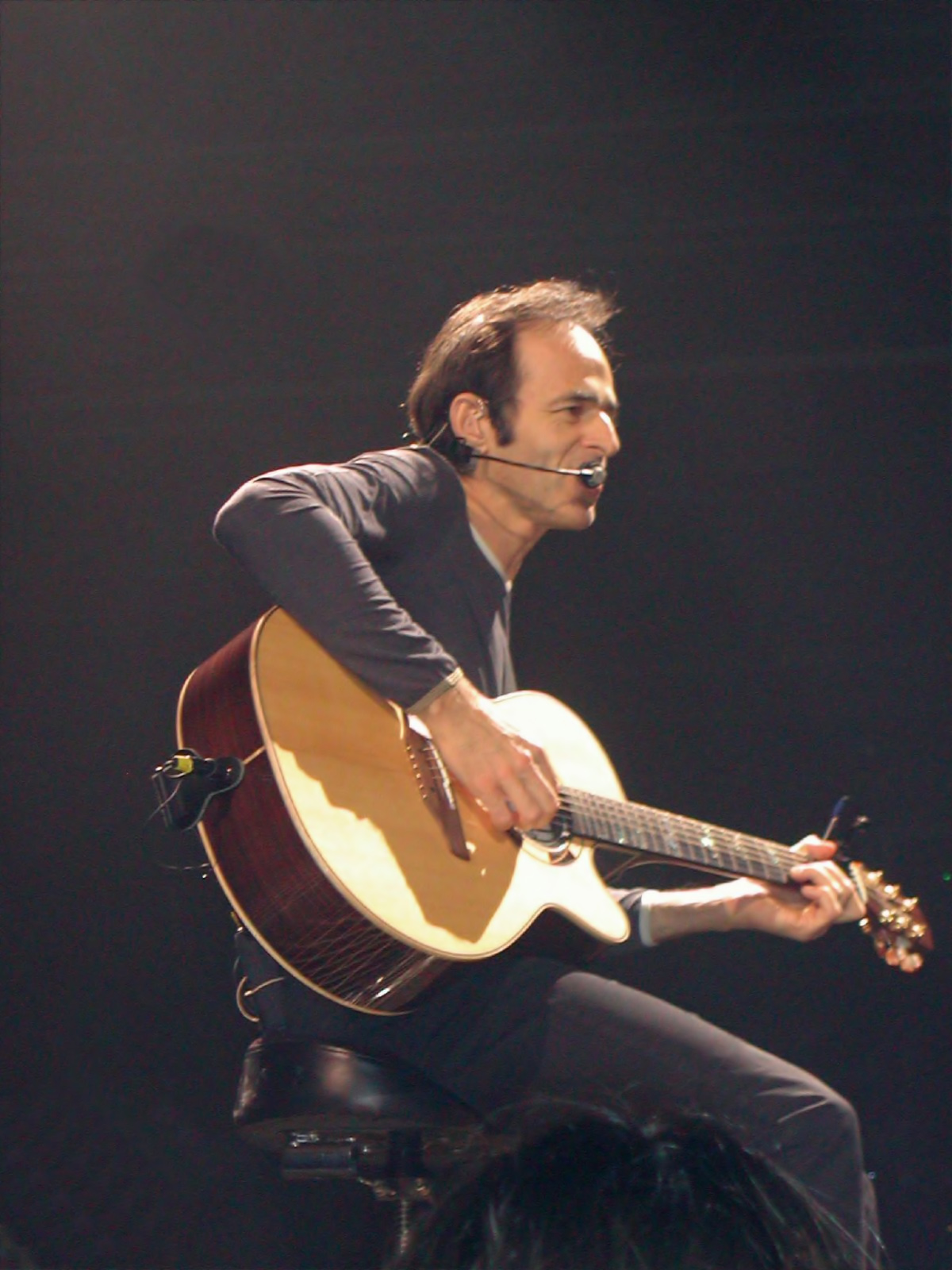
Jean-Jacques Goldman

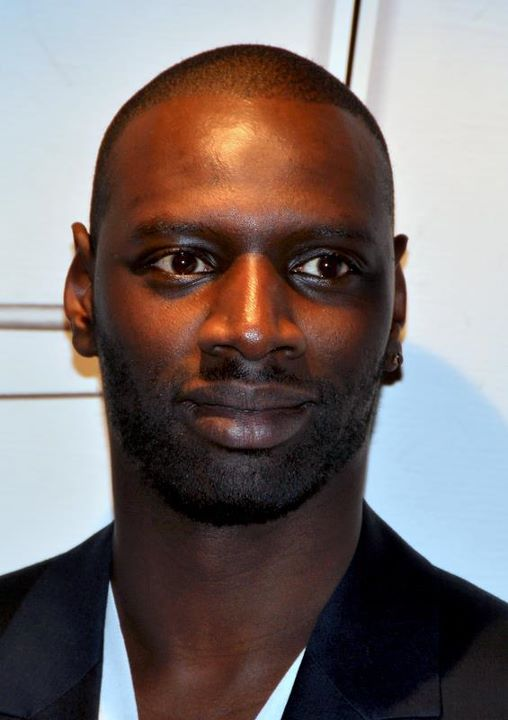
Omar Sy

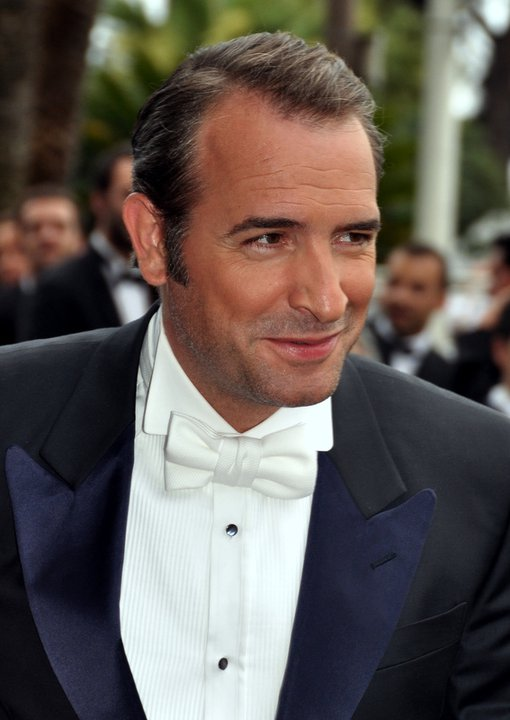
Jean Dujardin

| Fgpl | Placering | Namn                 |
| ---- | --------- | -------------------- |
| 1    | 1         | Jean-Jacques Goldman |
| 2    | 2         | Omar Sy              |
| 14   | 3         | Jean Dujardin        |
| 4    | 4         | Simone Veil          |
| 8    | 5         | Sophie Marceau       |
| 6    | 6         | Jean Reno            |
| 3    | 7         | Dany Boon            |
| 10   | 8         | Renaud               |
| 7    | 9         | Mimie Mathy          |
| 5    | 10        | Florence Foresti     |
| 12   | 11        | Francis Cabrel       |
| 11   | 12        | Florent Pagny        |
| 21   | 13        | Laurent Gerra        |
| 30   | 14        | Sébastien Loeb       |
| 18   | 15        | Gérard Jugnot        |
| 9    | 16        | Gad Elmaleh          |
| 27   | 17        | Nolwenn Leroy        |
| 17   | 18        | Yannick Noah         |
| 20   | 19        | Patrick Bruel        |
| 24   | 20        | Zinédine Zidane      |
| 15   | 21        | Charles Aznavour     |
| 22   | 22        | Stéphane Bern        |
| 11   | 23        | Jean-Paul Belmondo   |
| 16   | 24        | Jean Rochefort       |
| NY   | 25        | M. Pokora            |
| 23   | 26        | Fabrice Luchini      |
| 31   | 27        | Nicolas Canteloup    |
| 19   | 28        | Jean-Pierre Pernaud  |
| 40   | 29        | Patrick Sébastien    |
| 25   | 30        | Jamel Debbouze       |
| 26   | 31        | Frank Dubosc         |
| 28   | 32        | Mylène Farmer        |
| 33   | 33        | Josiane Balasko      |
| NY   | 34        | Laurent Delahousse   |
| 34   | 35        | Vanessa Paradis      |
| 32   | 36        | Michel Sardou        |
| 37   | 37        | Marion Cotillard     |
| 38   | 38        | Johnny Hallyday      |
| 36   | 39        | Evelyne Dhéliat      |
| 39   | 40        | Daniel Auteuil       |
| 35   | 41        | Nicolas Hulot        |
| 29   | 42        | Nicolas Sarkozy      |
| NY   | 43        | Adriana Karembeu     |
| NY   | 44        | Florent Manaudou     |
| NY   | 45        | Lorànt Deutsch       |
| NY   | 46        | Vincent Lindon       |
| 49   | 47        | Alain Juppé          |
| NY   | 48        | François Hollande    |
| NY   | 49        | Ségolène Royal       |
| NY   | 50        | Xavier Niel          |

## Ettor (sen 1988)

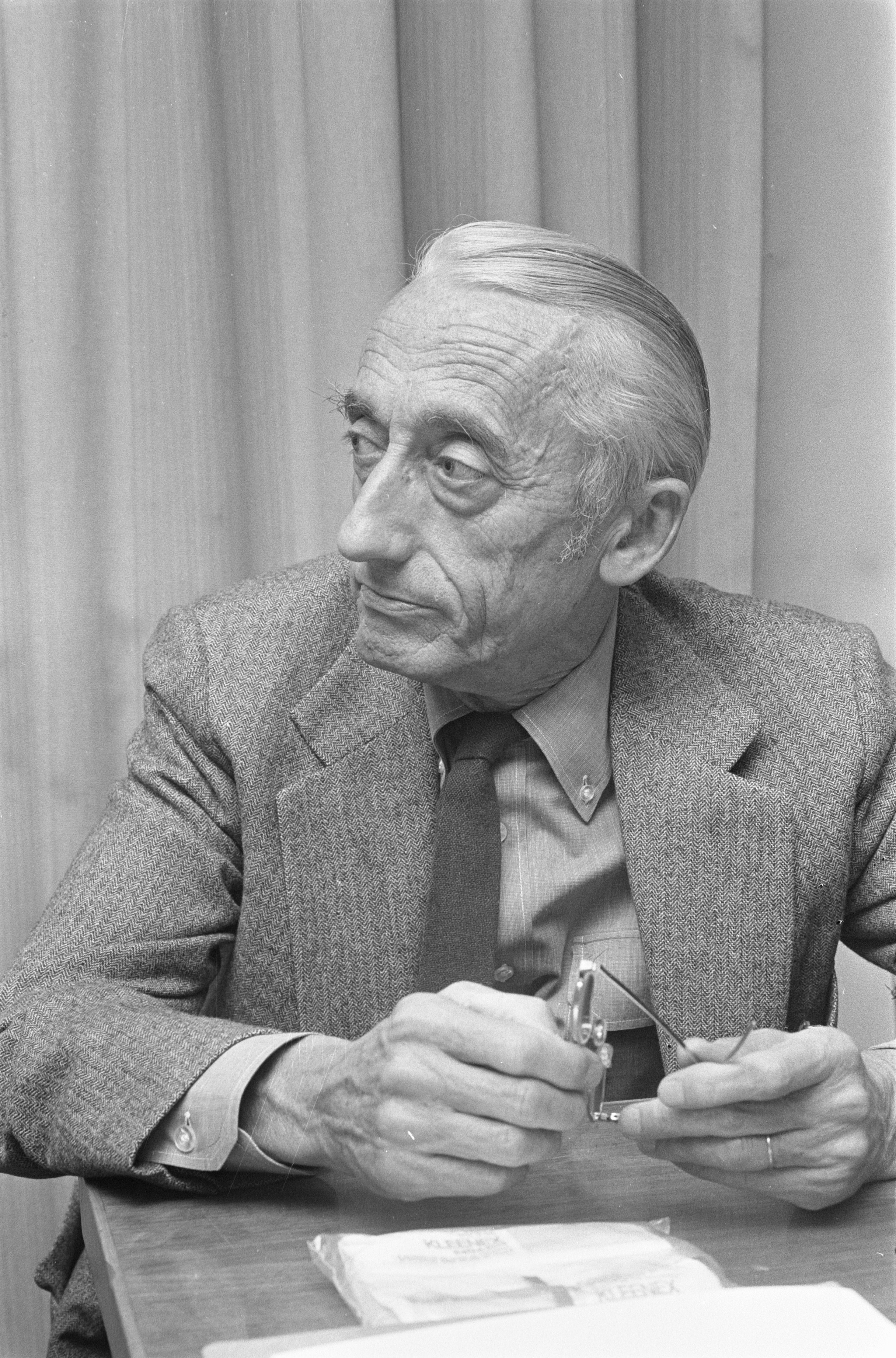
Jacques-Yves Cousteau låg 20 gånger på första plats.

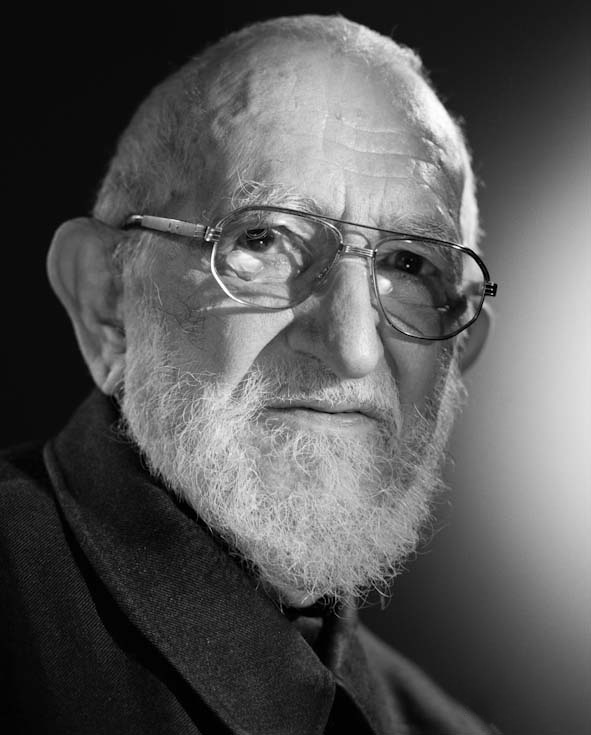
Abbé Pierre dominerade listan 16 gånger.

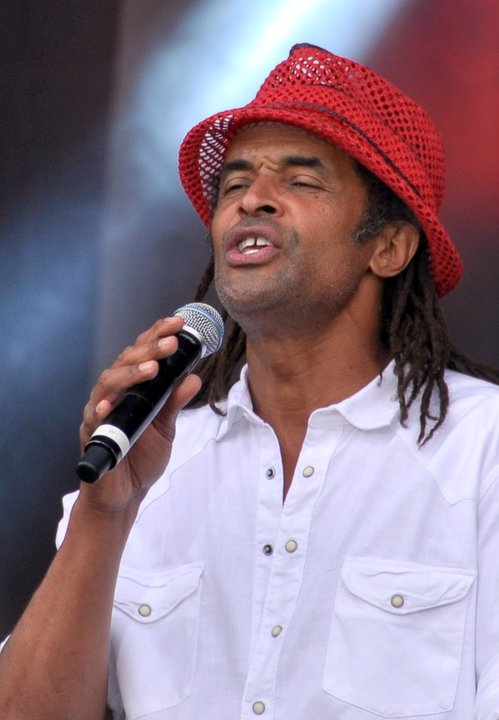
Yannick Noah var i toppen 10 gånger.

| Månad          | Etta                  |
| -------------- | --------------------- |
| Februari 1988  | Jacques-Yves Cousteau |
| Juni 1988      | Jacques-Yves Cousteau |
| Augusti 1988   | Jacques-Yves Cousteau |
| November 1988  | Jacques-Yves Cousteau |
| Februari 1989  | Jacques-Yves Cousteau |
| Maj 1989       | Jacques-Yves Cousteau |
| September 1989 | Jacques-Yves Cousteau |
| December 1989  | Abbé Pierre           |
| Februari 1990  | Jacques-Yves Cousteau |
| April 1990     | Jacques-Yves Cousteau |
| September 1990 | Jacques-Yves Cousteau |
| December 1990  | Jacques-Yves Cousteau |
| Februari 1991  | Jacques-Yves Cousteau |
| April 1991     | Jacques-Yves Cousteau |
| September 1991 | Jacques-Yves Cousteau |
| December 1991  | Jacques-Yves Cousteau |
| Februari 1992  | Jacques-Yves Cousteau |
| April 1992     | Jacques-Yves Cousteau |
| Augusti 1992   | Abbé Pierre           |
| November 1992  | Jacques-Yves Cousteau |
| Februari 1993  | Jacques-Yves Cousteau |
| April 1993     | Abbé Pierre           |
| September 1993 | Abbé Pierre           |
| November 1993  | Abbé Pierre           |
| Januari 1994   | Abbé Pierre           |
| Maj 1994       | Abbé Pierre           |
| September 1994 | Abbé Pierre           |
| Juni 1995      | Abbé Pierre           |
| November 1995  | Abbé Pierre           |
| September 1996 | Jacques-Yves Cousteau |
| September 1997 | Abbé Pierre           |
| December 1997  | Abbé Pierre           |
| Januari 1999   | Abbé Pierre           |
| Augusti 2000   | Zinédine Zidane       |
| December 2000  | David Douillet        |
| Juni 2001      | David Douillet        |
| December 2001  | Abbé Pierre           |
| December 2002  | Abbé Pierre           |
| Juli 2003      | Abbé Pierre           |
| November 2003  | Zinédine Zidane       |
| December 2004  | Zinédine Zidane       |
| Juli 2005      | Yannick Noah          |
| Juli 2006      | Zinédine Zidane       |
| December 2006  | Zinédine Zidane       |
| Juli 2007      | Zinédine Zidane       |
| December 2007  | Yannick Noah          |
| Juli 2008      | Yannick Noah          |
| December 2008  | Yannick Noah          |
| Juli 2009      | Yannick Noah          |
| December 2009  | Yannick Noah          |
| Juli 2010      | Yannick Noah          |
| Juli 2011      | Yannick Noah          |
| December 2011  | Yannick Noah          |
| Juli 2012      | Yannick Noah          |
| December 2012  | Omar Sy               |
| Juli 2013      | Jean-Jacques Goldman  |
| December 2013  | Jean-Jacques Goldman  |
| Juli 2014      | Jean-Jacques Goldman  |
| Januari 2015   | Jean-Jacques Goldman  |